# Chiesa di Santa Lucia (Segusino)
La chiesa di Santa Lucia è la parrocchiale di Segusino, in provincia di Treviso e diocesi di Padova; fa parte del vicariato di Quero-Valdobbiadene.

## Storia
La prima citazione di una chiesa a Segusino, risalente al 1259, si trova nel testamento di Guglielmo Guizzardini.
Nella decima papale del 1297 la chiesa è nominata tra le filiali della pieve di Quero. L'edificio fu consacrato il 21 aprile 1449. Circa quaranta anni dopo, la chiesa venne riedificata per la prima volta e nel 1520 per la seconda. Dalla relazione della visita pastorale del 1694, compiuta dal vescovo Gregorio Barbarigo, s'apprende che la chiesa disponeva di fonte battesimale. Questa fu sostituita da una nuova, progettata da Giuseppe Segusini, nel 1855.
Gravemente danneggiata durante la prima guerra mondiale, venne rifatta e consacrata nel 1921.

## Interno
Opere di pregio  conservate all'interno della chiesa sono la pala raffigurante Gesù, Santa Marta di Betania e Santa Maria Maddalena, realizzata all'inizio del XX secolo, un altare della Madonna, opera in marmorino di Giuseppe Segusini con le colonne in marmo rosso di Verona, e un antico altare della Pietà, risparmiato dalle devastazioni del primo conflitto, i due dipinti raffiguranti la patrona, realizzati da Sergio Favotto in occasione del Giubileo del 2000 e il pregevole organo.